# UC-69号潜艇
陛下之UC-69号艇是德意志帝国海军于第一次世界大战期间建造的其中一艘UC-II型近岸布雷潜艇或称U艇。它由汉堡的布洛姆与福斯船厂承建，于1916年8月7日新船下水，至同年12月22日交付使用。其全长50.35米，水面及水下排水量分别为427吨和508吨，艇载武器则包括三具鱼雷发射管、六具水雷滑射槽以及一门88毫米口径甲板炮。UC-69号入役后曾被部署至驻比利时的佛兰德区舰队，并参与了大西洋潜艇战。通过其九次巡逻，共直接或间接击沉54艘协约国或中立国舰船，累计总吨位逾99,285吨。1917年12月6日，UC-69号在巴夫勒尔附近遭己方潜艇U-96号意外撞击后沉没，共造成艇内11名官兵罹难。

## 设计
1915年秋天，由于中立国美国的干预，U艇战几乎陷入停顿，导致德国广泛开展《国际法》所允许的水雷战，从而使布雷潜艇的需求量相应增加。德意志帝国海军潜艇监察局（Inspektion des U-Bootwesens）的开发部门留意到了这一点，遂以UB-II型为基础，按照兼顾布雷效率和生产速度的要求，以41号工程的名义设计了UC-II型潜艇。为了弥补前型UC-I型的缺陷，UC-II型艇不仅更大，而且采用双轴推进系统。然而，与前型最主要的区别在于，UC-II型艇重新运用了双壳体结构。但它并非纯粹的双体潜艇，而是一种中间过渡型；因为外层没有封闭耐压壳体，而是作为鞍形水柜附在上方。
UC-69号是64艘UC-II型方案的其中一艘。这个亚型的艇体结构与UB-II型类似，但体积更大，全长为50.35米，并有3.64米的吃水深度；由于不再考虑铁路运输的装载限界，舷宽也得以增至5.22米。其水上和水下排水量分别为427吨和508吨。艇只采用两台猛狮六缸四冲程600匹公制馬力（440千瓦特）柴油机用于水面运行，以及两台620匹公制馬力（460千瓦特）的西门子-舒克特电动发电机用于水下航行；水面最高航速12節（22每小時），水下7.4節（13.7每小時）；能够在水面以7節（13每小時）航速续航10,420海里（19,300），或以4節（7.4每小時）连续在水下航行52海里（96）而无需充电。其潜没需时约为30秒，能够在50米的深度下运作。
作为布雷潜艇，UC-69号改将六具布雷滑射槽安装在艇体前部，每具储存井内的水雷数量增至3枚，即合共18枚UC200型水雷。布雷时只需将存储井底部的盖板打开，水雷便可凭借自身重量滑入水中。随着滑射槽长度增加，艇体艏楼的上层建筑被抬高，上层建筑与司令塔之间的凹陷处布置了一门88毫米30倍径速射炮作为甲板炮。但由于位置相对较低，火炮甲板在恶劣海况下很容易被涌浪淹没。此外，UC-69号还装备有三具500毫米鱼雷发射管，这极大提升了潜艇的攻击能力。其中艇艏两具外置在两侧、艇艉一具则为内置式，并可搭载合共7枚G6型鱼雷。其标准船员编制为3名军官及23名水兵。

## 历史
1916年1月12日，在海军元帅阿尔弗雷德·冯·提尔皮茨的倡议下，国家海军办公室分别向五家德国造船厂发包第三批次的UC-II型潜艇。UC-69号因此成为汉堡布洛姆与福斯船厂承建的该批次五号艇，建造编号为285。它于1916年8月7日新船下水，至同年12月22日在在曾执掌UC-3和UB-38号的王牌艇长、海军上尉埃尔温·瓦斯纳的指挥下交付使用，随即展开海试。在瓦斯纳之后，胡戈·蒂尔曼中尉也曾担任UC-69号的末任指挥官。完成海试后，该艇于1917年3月6日被编入驻泽布吕赫的佛兰德区舰队，成为海军佛兰德集团军的一份子。
在为期九个月的佛兰德役期中，UC-69号参与了大西洋潜艇战，足迹遍及英吉利海峡、比斯开湾、坎塔布里亚海和葡萄牙西北岸等多处水域。通过九次布雷及破交战巡逻，该艇合共击沉协约国或中立国的54艘商船，累计总吨位逾99,285吨。其中，体积最大的受害者是容积总吨为7,913吨的美国货轮堪萨斯人号（Kansan），它于1917年7月10日从纽约前往圣纳泽尔的途中，在距贝勒岛以东约2海里（3.7）处撞上由UC-69号布设的水雷而沉没，导致4人罹难。此外，隶属英国皇家海军、排水量为975吨的驱逐舰鳐号也于同年3月12日在北海的马斯灯船附近遭瓦斯纳发射鱼雷命中受损，但并未沉没。
1917年12月6日傍晚，UC-69号在英吉利海峡的巴夫勒尔以北约8.5海里（15.7）处遭到己方远洋潜艇U-96号的意外撞击。尽管后者通过紧急支撑延缓了下沉，但UC-69号依然在10分钟内沉没，共造成11名官兵罹难。时任艇长蒂尔曼及其余18名船员则被U-96号救起。潜艇残骸于2017年11月由荷兰皇家海军扫雷舰马克姆号偶然发现，它当时正在诺曼底海岸参加北约组织的一次历史军械清除演习。荷兰海军潜艇专家尤克·施珀尔斯特拉上尉将拍摄的图像与UC-II型布雷潜艇的图纸进行比较，确认了残骸身份。

## 袭击历史摘要
| 日期           | 船名                  | 船籍         | 吨位  | 结局 |
| -------------- | --------------------- | ------------ | ----- | ---- |
| 1917年3月12日  | 鳐号                  | 英國皇家海軍 | 975   | 击伤 |
| 1917年3月25日  | 亨特利斯号            | 英国         | 186   | 击沉 |
| 1917年3月25日  | 玛丽·安妮号           | 英国         | 154   | 击沉 |
| 1917年3月26日  | 诺尔玛号              | 瑞典         | 1,443 | 击沉 |
| 1917年3月27日  | 阿斯塔号              | 挪威         | 1,146 | 击沉 |
| 1917年3月27日  | 格里布号              | 挪威         | 1,474 | 击沉 |
| 1917年3月27日  | 色雷斯号              | 英国         | 2,891 | 击沉 |
| 1917年3月28日  | 卡蒂娜号              | 希腊         | 2,464 | 击沉 |
| 1917年3月29日  | 莫里尔德一号          | 挪威         | 1,354 | 击沉 |
| 1917年3月30日  | 前卫号                | 義大利王國   | 2,703 | 击沉 |
| 1917年3月30日  | 布丽塔号              | 挪威         | 2,061 | 击沉 |
| 1917年3月31日  | 法尔曼德号            | 挪威         | 1,387 | 击沉 |
| 1917年5月1日   | 巴雷罗号              | 葡萄牙       | 1,738 | 击沉 |
| 1917年5月3日   | 玛利亚号              | 希腊         | 2,754 | 击沉 |
| 1917年5月3日   | 波斯塔德号            | 挪威         | 2,692 | 击沉 |
| 1917年5月4日   | 里瓦号                | 義大利王國   | 2,140 | 击沉 |
| 1917年5月4日   | 扬尼斯·P·古兰德里斯号 | 希腊         | 3,153 | 击沉 |
| 1917年5月4日   | 特伦普号              | 挪威         | 2,751 | 击沉 |
| 1917年5月6日   | 古尔特号              | 挪威         | 1,340 | 击沉 |
| 1917年5月6日   | 沃斯号                | 挪威         | 2,390 | 击沉 |
| 1917年5月7日   | 莱康厄尔号            | 挪威         | 3,544 | 击沉 |
| 1917年5月7日   | 虎号                  | 挪威         | 3,273 | 击沉 |
| 1917年5月22日  | 南·史密斯号           | 挪威         | 2,093 | 击沉 |
| 1917年6月12日  | 亚历山大号            | 法國         | 697   | 击沉 |
| 1917年6月14日  | 哈斯廷号              | 瑞典         | 983   | 击沉 |
| 1917年6月15日  | 艾达号                | 英国         | 4,397 | 击沉 |
| 1917年6月16日  | 阿贡塔号              | 法國         | 125   | 击沉 |
| 1917年6月17日  | 玛格丽特六号          | 法国海军     | 862   | 击伤 |
| 1917年6月19日  | 贝恩号                | 法國         | 1,288 | 击沉 |
| 1917年6月19日  | 斯平德号              | 挪威         | 1,174 | 击沉 |
| 1917年6月20日  | 卡捷琳娜号            | 希腊         | 3,092 | 击沉 |
| 1917年6月21日  | E·T·尼加德号          | 丹麦         | 1,923 | 击沉 |
| 1917年6月24日  | 佛得角号              | 葡萄牙       | 2,220 | 击沉 |
| 1917年6月24日  | 黑尔玛号              | 挪威         | 1,131 | 击沉 |
| 1917年7月10日  | 堪萨斯人号            | 美国         | 7,913 | 击沉 |
| 1917年7月20日  | 影岛丸                | 日本         | 4,697 | 击沉 |
| 1917年7月23日  | 伏里施乔夫号          | 挪威         | 1,389 | 击沉 |
| 1917年7月24日  | 沃尔特爵士号          | 英国         | 492   | 击沉 |
| 1917年7月25日  | 鲍尔温号              | 挪威         | 1,130 | 击沉 |
| 1917年7月26日  | 贝莎号                | 葡萄牙       | 107   | 击沉 |
| 1917年7月26日  | 洛克斯利号            | 挪威         | 2,487 | 击沉 |
| 1917年7月26日  | 文图罗索号            | 葡萄牙       | 290   | 击沉 |
| 1917年7月28日  | 希尔杜号              | 挪威         | 961   | 击沉 |
| 1917年7月29日  | 盖登普里斯号          | 挪威         | 2,667 | 击沉 |
| 1917年8月10日  | 战争巡逻号            | 英国         | 2,045 | 击沉 |
| 1917年9月1日   | 埃拉托号              | 英国         | 2,041 | 击沉 |
| 1917年9月2日   | 克尔·迪朗号           | 法國         | 56    | 击沉 |
| 1917年9月2日   | 吕顿霍尔号            | 英国         | 4,203 | 击沉 |
| 1917年9月4日   | 萨迪·卡诺号           | 法國         | 354   | 击沉 |
| 1917年9月5日   | 阿莱西亚号            | 法國         | 6,006 | 击伤 |
| 1917年9月15日  | 索美娜号              | 英国         | 3,317 | 击沉 |
| 1917年9月26日  | 橡子号                | 英国         | 112   | 击沉 |
| 1917年9月26日  | 维克多港号            | 英国         | 7,280 | 击伤 |
| 1917年10月6日  | 拉马丁号              | 法國         | 424   | 击沉 |
| 1917年10月6日  | 雄鸡号                | 英国         | 3,419 | 击伤 |
| 1917年11月2日  | 法拉林号              | 英国         | 1,226 | 击沉 |
| 1917年11月27日 | 格拉迪斯号            | 英国         | 179   | 击沉 |
| 1918年2月9日   | 范托夫特号            | 挪威         | 1,034 | 击沉 |
| 1918年9月19日  | 好战号                | 法國         | 不详  | 击沉 |

## 脚注
1. 1 2 3  Helgason, Guðmundur. . German and Austrian U-boats of World War I - Kaiserliche Marine - Uboat.net.   [2009-02-23].
2. ↑  Tarrant，第173頁.
3. 1 2 3  Gröner 1991，第31-32頁.
4. 1 2  Helgason, Guðmundur. . German and Austrian U-boats of World War I - Kaiserliche Marine - Uboat.net.   [2015-03-03].
5. ↑  Helgason, Guðmundur. . German and Austrian U-boats of World War I - Kaiserliche Marine - Uboat.net.   [2015-03-03].
6. ↑  陈进，第48頁.
7. ↑  . Navypedia.   [2022-09-16]. （原始内容存档于2023-01-20）.
8. ↑  陈进，第46頁.
9. ↑  Herzog，第139頁.
10. ↑  Helgason, Guðmundur. . German and Austrian U-boats of World War I - Kaiserliche Marine - Uboat.net.   [2023-01-05].
11. ↑  Helgason, Guðmundur. . German and Austrian U-boats of World War I - Kaiserliche Marine - Uboat.net.   [2023-01-05].
12. ↑  Herzog，第99, 120頁.
13. ↑  Kemp，第39頁.
14. ↑  . Naval-today. 2017-11-14  [2023-01-05]. （原始内容存档于2023-01-05）.
15. ↑  Helgason, Guðmundur. . German and Austrian U-boats of World War I - Kaiserliche Marine - Uboat.net.   [2015-03-03].